# Capitan Dick
Capitan Dick (Spiral Zone) è una serie animata fantascientifica prodotta e trasmessa negli Stati Uniti d'America nel 1987, ambientata in quello che allora era il futuro prossimo, ovvero il 2007.
I protagonisti sono un gruppo ristretto di soldati d'élite, comandati dal capitano Dick (colonnello Dirk Courage nell'edizione originale) che combattono contro uno scienziato pazzo che vuole conquistare il mondo: costui ha inventato uno speciale batterio in grado di infettare le persone con una forma di malattia che annulla la volontà (rendendo la popolazione infettata schiava dello scienziato), producendo però delle piaghe e macchie sulla pelle e rendendo giallo il colore della sclera oculare. La zona già infettata, estesa a metà del pianeta, è a forma di spirale, da cui il nome della serie nella versione originale (Spiral Zone, nel doppiaggio italiano Zona vortice).
Dalla serie sono stati prodotti anche una linea di giocattoli dalla Tonka Corporation e una miniserie di fumetti pubblicata dalla DC Comics nel 1988.

## La nascita del cartone
Spiral Zone in origine era una linea di giocattoli militari futuristici prodotta a metà degli anni ottanta dalla Bandai. La Tonka Corporation decise di produrre e vendere la serie negli Stati Uniti, ma con modelli semplificati rispetto a quelli giapponesi (come dettagli e possibilità di movimento), facendo produrre il cartone dalla Orbis Communications e dalla The Maltese Companies e il fumetto dalla DC Comics come forma di pubblicità.

## Trama
Il dottor James Bent, brillante e giovane scienziato che lavora per l'esercito statunitense, ha sviluppato un tipo di batterio che infetta gli esseri umani rendendoli simili a zombi senza volontà propria, e che ha come effetto collaterale quello di provocare la comparsa di macchie rossastre sulla pelle (dovute a colonie batteriche) e l'ingiallimento della sclera degli occhi. Il dottore propone all'esercito di impiegare questo batterio come arma, ma la proposta viene respinta. Il 18 giugno 2007 Bent, che ha assunto lo pseudonimo di dottor Black (Overlord nell'edizione originale), dirotta il primo shuttle funzionante con motori ionici e lo usa per scaricare sul pianeta dei "generatori" in grado di diffondere nell'aria il batterio, dando vita alla Zona Vortice, in cui milioni di persone si ritrovano contagiate. Black ha sviluppato un antidoto, che rende immuni dagli effetti mentali del batterio (ma non dagli effetti collaterali), che usa su sé stesso e su un gruppo di criminali e mercenari che ha riunito sotto il nome di Vedove nere e che gli rende possibile vivere nella Zona Vortice come signore assoluto. Questo gruppo verrà equipaggiato con potenti e avveniristici mezzi militari.
Viene scoperto che un materiale rarissimo, il Neutron-90, permette di creare protezioni che bloccano la diffusione del batterio. I governi della terra decidono quindi di formare una squadra composta dai migliori soldati del mondo e di fornire a questa delle speciali tute fatte di Neutron-90 e dei mezzi ed equipaggiamenti in grado di competere con le dotazioni delle Vedove Nere: nascono così i Zone Riders, sotto il comando del capitano Dick (colonnello Dirk Courage nell'edizione originale), che hanno lo scopo di bloccare i tentativi di espansione della Zona Vortice e di distruggere i generatori già presenti all'interno di questa.

## Personaggi

### Zone Riders
- Dick Courage: comandante del gruppo, ex membro di squadre speciali dell'esercito statunitense
- Wolfgang "Tank" Schmidt: militare tedesco, esperto di armi pesanti, ha un figlio disperso nella Zona Vortice
- Max Jones: soldato statunitense, tutta la sua famiglia è dispersa nella Zona Vortice
- Hiro Taka: soldato giapponese, esperto di arti marziali
- Katerina "Kat" Anastasia: ufficiale medico del gruppo
- Ned Tucker: esperto di demolizioni ed esplosivi
- Benjamin Davis Franklin: scienziato

### Vedove Nere
- Lord Black: ex scienziato statunitense, ha deciso di conquistare il mondo espandendo la Zona Vortice a tutto il pianeta
- Bandit: specialista nel camuffamento, in passato si è scontrato con Dick Courage venendo quasi ucciso
- Reaper: mercenario statunitense
- Razorback: esperto di coltelli e combattimento corpo a corpo
- Duchessa Dire: nobile inglese che si è data al crimine
- Richard "Rawmeat" Welt
- Dr. Jean "Crook" Duprey

## L'edizione USA

### Doppiaggio
- Dirk Courage: Dan Gilvezan
- Tank Schmidt: Neil Ross
- Overlord: Neil Ross
- Bandit: Neil Ross
- General McFarland: Denny Delk
- Reaper: Denny Delk
- Max Jones: Hal Rayle
- Ben Franklin: Hal Rayle
- Rawmeat: Hal Rayle
- Razorback: Frank Welker
- Dr. Laurence: Frank Welker
- Ned Tucker: Frank Welker
- Katerina Anastasia: Mona Marshall
- Duchess Dire: Mona Marshall
- Hiro Taka: Michael Bell

### Episodi
La serie si compone di un'unica stagione di 65 episodi, di cui gli ultimi tre composti quasi interamente dal montaggio di scene prese da quelli precedenti, ed è stata trasmessa per la prima volta negli USA dal 21 settembre al 18 dicembre 1987.
1. Holographic Zone Battle
2. King of the Skies
3. Errand of Mercy
4. Mission Into Evil
5. Back to the Stone Age
6. Small Packages
7. Zone of Darkness
8. Gauntlet
9. Ride the Whirlwind
10. The Unexploded Pod
11. Duel in Paradise
12. The Imposter
13. The Hacker
14. Overlord's Mystery Woman
15. The Sands of Amaran
16. Zone Train
17. Breakout
18. When the Cat's Away
19. Island in the Zone
20. The Shuttle Engine
21. The Mind of Gideon Rorshak
22. Canal Zone
23. The Lair of the Jade Scorpion
24. The Man Who Wouldn't Be King
25. The Way of the Samurai
26. The Best Fighting Men in the World
27. The Ultimate Solution
28. Hometown Hero
29. In the Belly of the Beast
30. The Last One Picked
31. So Shall You Reaper
32. The Secret of Shadow House
33. Zone of Fear
34. Bandit and the Smokies
35. Heroes in the Dark
36. Zone with Big Shoulders
37. Behemoth
38. The Power of the Press
39. Starship Doom
40. The Electric Zone Rider
41. Australian in Paris
42. The Enemy Within
43. Anti-Matter
44. The Siege
45. A Little Zone Music
46. Element of Surprise
47. Seachase
48. The Right Man for the Job
49. High and Low
50. Profiles in Courage
51. The Darkness Within
52. Power Play
53. Duchess Treat
54. Oversight
55. Assault on the Rock
56. They Zone by Night
57. Conflict of Duty
58. The Final Weapon
59. The Face of the Enemy
60. Brother's Keeper
61. Little Darlings
62. Nightmare in Ice
63. Evil Transmissions
64. Zone Trap
65. Countdown

### Edizione in DVD
Alla fine del 2006 l'edizione statunitense del cartone è stata riedita e commercializzata in DVD da un fan (Chris Millar), grazie ai nastri originali del programma forniti da Pierre De Celles, il supervisore del cartone.

## L'edizione italiana
L'edizione italiana è stata trasmessa nel 1989 sui canali locali facenti parte del network di Italia 7.

### Sigla
La sigla "Capitan Dick" è cantata da Giampaolo Daldello, il testo e la musica sono opera di Vincenzo Draghi e risulta incisa nel dicembre 1988 e distribuita l'anno dopo. La musica venne impiegata in Spagna anche per la sigla dell'edizione locale de "La regina dei mille anni" ("Exploradores del Espacio").

### Doppiaggio
Il doppiaggio della versione italiana è stato curato dalla Deneb film di Milano.
- Capitan Dick: Ivo De Palma
- Tenente Hiro Taka: Oliviero Corbetta

### Episodi
Forse non tutti i 65 episodi sono stati trasmessi in Italia:
1. Missione nella zona vortice
2. Attacco al centro controllo
3. Un gioco pericoloso
4. La rivolta
5. Un aiuto nella tempesta
6. La navicella inesplorata
7. Pericolo nel deserto
8. Il treno della paura
9. I migliori combattenti al mondo
10. Re dei cieli
11. Una bambina coraggiosa
12. Il vaccino
13. Il segreto di Mr. Rorshak
14. Una lista preziosa
15. La sfida
16. L'impostore
17. Duello sull'isola
18. Un'oasi nella zona vortice
19. Il covo di Jade Scorpione
20. Operazione Panama
21. Un piano quasi perfetto
22. Il dispositivo anti-zona vortice
23. L'armata di lord Black
24. L'uomo che non voleva diventare re
25. Acqua pericolosa
26. Lotta per il potere
27. La bomba
28. Eroi nell'oscurità
29. Nella pancia della bestia
30. Destinazione zona
31. Il patto di Sima
32. Nemico o padre
33. Conto alla rovescia
34. Il potere della stampa
35. L'ultimo arrivato
36. Caccia subacquea
37. Il complotto
38. La navicella distruttrice
39. Conflitto di potere
40. Giochi di potere
41. Il mostro
42. Antimateria
43. Il cavaliere della terra elettrico
44. Bandit e le montagne fumose
45. Un australiano a Parigi
46. Piccoli tesori
47. L'assedio
48. Nell'oscurità
49. Zona vortice a suon di musica
50. Assalto sulla scogliera
51. Alti e bassi
52. Missioni suicida
53. Incubo tra i ghiacci
54. Il trattato Duchessa
55. L'elemento di sorpresa
56. Un soldato ideale
57. I volti del coraggio
58. Sorveglianza
59. Gli incubi di Hiro
60. I nemici dei cavalieri della terra
61. Segnali malvagi
62. Una trappola per la zona vortice